# George Westinghouse
George Westinghouse, né le 6 octobre 1846 à Central Bridge dans l'État de New York et mort le 12 mars 1914 à New York, est un ingénieur et entrepreneur américain, principalement connu de nos jours pour la société de matériel électrique qui porte son nom. Ami de Nikola Tesla, et l'un des principaux concurrents de Thomas Edison lors des débuts de l'électricité aux États-Unis, il est également reconnu pour ses contributions dans les domaines du chemin de fer et du téléphone.

## Débuts
George Westinghouse découvre pendant sa jeunesse toutes les facettes de l'industrie, de la production à la manière de gérer une entreprise, grâce à l'usine que son père avait montée à Schenectady, dans l'État de New York, dans les années 1850. La guerre de Sécession éclate alors qu'il n'a que quinze ans ; il part combattre pour les États de l'Union avec deux de ses frères. L'un d'eux meurt au combat et George est affecté à la marine de l'Union pour y servir comme chef mécanicien.
À la fin de la guerre, en 1865, il reprend des études d'ingénieur à l'Union College, rêvant à de multiples inventions dans le domaine ferroviaire. Il s'intéresse plus particulièrement à tout ce qui pourrait améliorer les conditions de sécurité, déplorables à l'époque dans les trains.

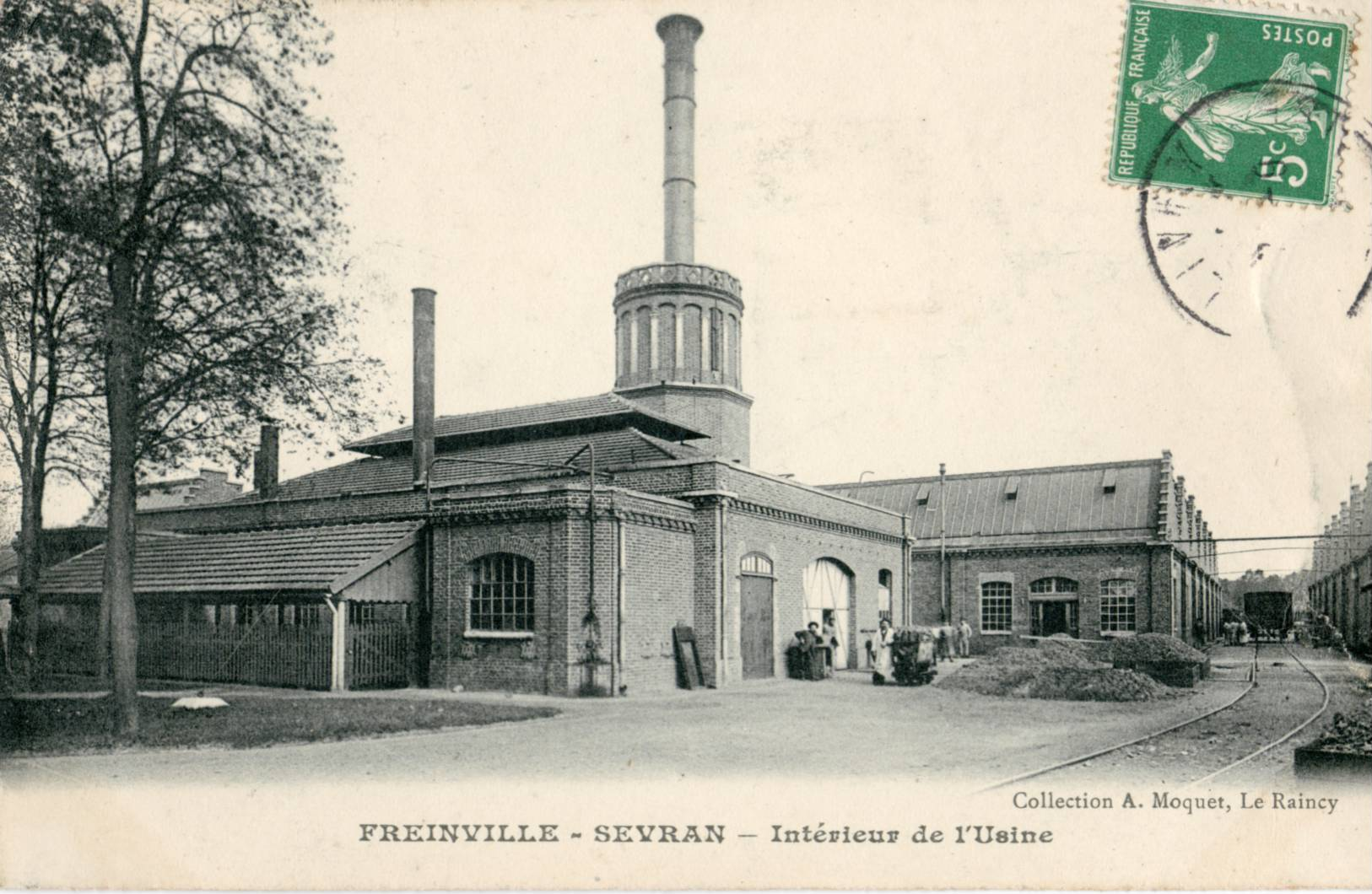
Une usine exploitée par la Société des freins et signaux Westinghouse s'est implantée en 1892 à Sevran, en France, pour y exploiter les brevets de George Westinghouse concernant les freins ferroviaires.

Sa première invention notable est un système permettant de remettre sur les rails un wagon qui aurait déraillé. Puis, après avoir regardé une collision entre deux trains[réf. nécessaire], il invente un système de freinage amélioré pouvant être actionné par le conducteur de la locomotive sans avoir à demander l'intervention d'un opérateur affecté à cette tâche, utilisant pour la première fois de l'air comprimé au lieu de moyens basés sur l'utilisation de vapeur d'eau et de chaînes, qui étaient peu efficaces. Il améliore peu à peu son système de freinage pour le rendre automatique (arrêtant automatiquement le train en cas d'incident technique tel qu'une rupture d'attelage), grâce à une triple valve. Il a également œuvré à la standardisation des freins pneumatiques afin de permettre l'interopérabilité entre différents types de trains. Le frein automatique inventé par George Westinghouse est utilisé sur tous les engins et trains actuels. 
En 1868, Westinghouse emménage à Pittsburgh et y fonde en 1869 la Westinghouse Air Brake Company (WABCO). Son système de frein pneumatique fait de lui un homme riche et reconnu. Il développe ensuite un nouveau système de signalisation et d'aiguillage en utilisant l'électricité et l'air comprimé ainsi que des systèmes d'attelage.
Il élargit ses domaines d'activité, en participant par exemple à l'essor du pétrole. Le forage de puits de pétrole laissait s'échapper du gaz naturel qui était gaspillé. Pour remédier à ce problème, Westinghouse développe des équipements de forage plus efficaces, permettant de récupérer le gaz naturel, ainsi que les premières formes de gazoduc pour son transport.
Avec le téléphone d'Alexander Graham Bell en 1877, Westinghouse étend encore son champ d'action. Initialement, tous les appels étaient redirigés par l'intermédiaire d'un standard téléphonique, ce qui conduisait à des enchevêtrement de fils. En 1879, il introduit des postes automatisés pouvant transmettre les appels à un central téléphonique, réduisant grandement le nombre de connexions requises. Ce système sera ensuite développé pour devenir le réseau téléphonique commuté moderne.

## Lutte contre Edison
En 1875, Thomas Edison est quasiment inconnu, mais a obtenu un certain succès dans le domaine de la télégraphie. Ses travaux sur le téléphone sont relégués au second plan par ceux de Bell. Il rebondit en inventant le phonographe, qui lui assure une certaine célébrité.
Edison invente en 1878 une lampe à incandescence, puis développe un système complet de distribution d'électricité afin d'alimenter en courant ses ampoules. Le 4 septembre 1882, il inaugure la première centrale électrique au monde, assurant une alimentation en courant continu (DC) de 110 volts pour 59 clients dans Manhattan, près de son laboratoire de Pearl Street.
Les positions de Westinghouse dans la distribution du gaz et dans le téléphone le poussent logiquement à s'intéresser à la distribution d'électricité. Il mène une enquête sur les plans d'Edison et trouve son système trop peu rentable pour être utilisé à grande échelle. En effet, le réseau d'Edison, basé sur un courant continu de faible tension, demande d'importantes productions de courant et pâtit de fortes pertes de puissance. Dans le même temps, plusieurs inventeurs européens travaillent sur le courant alternatif (AC), qui permet l'augmentation de la tension à l'aide d'un transformateur pour transporter et distribuer l'électricité puis sa diminution chez l'utilisateur final.
La démonstration en 1881 à Londres du transformateur électrique du Français Lucien Gaulard et de l'Anglais John Gibbs attire l'attention de Westinghouse. Le transformateur n'est pas une nouveauté, mais celui de Gaulard et Gibbs est le premier à supporter de grandes puissances et semble pouvoir être fabriqué industriellement sans difficultés majeures. En 1885, Westinghouse importe plusieurs de ces transformateurs et un générateur AC de chez Siemens afin de réaliser des expériences sur des réseaux AC à Pittsburgh.
Avec l'aide de William Stanley et de Franklin Leonard Pope, il travaille à l'amélioration du transformateur et construit un réseau à courant alternatif. En 1886, Westinghouse et Stanley installent le premier dispositif d'alimentation AC multi-voltage à Great Barrington, dans le Massachusetts. Ce réseau est alimenté par un générateur hydroélectrique produisant une tension de 500 volts AC. La tension est élevée à 3 000 volts pour la transmission de l'électricité, puis abaissée à 100 volts pour alimenter des ampoules électriques. Les dangers de ce nouveau système sont mis en évidence par l'électrocution de Franklin Leonard Pope en raison d'un défaut de fonctionnement d'un convertisseur situé dans le sous-sol de sa maison. La même année, Westinghouse fonde la Westinghouse Electric & Manufacturing Company, qui sera renommée Westinghouse Electric Corporation en 1889.
En un an sont installés trente autres systèmes d'éclairage basés sur le courant alternatif, mais ce développement est ralenti par le manque d'un compteur électrique efficace et d'un moteur à courant alternatif. En 1888, Westinghouse développe avec l'ingénieur Oliver Shallenger un compteur électrique ressemblant le plus possible à ceux utilisés pour le gaz. Ce type de compteur est encore en usage de nos jours.
En revanche, les bases du moteur à courant alternatif avaient déjà été posées par l'inventeur Nikola Tesla, qui avait imaginé le principe d'un moteur électrique polyphasé. Ingénieur à Paris pour une filiale de la General Electric d'Edison, Tesla part aux États-Unis, où Edison lui promet 50 000 dollars pour concevoir une nouvelle dynamo ; Tesla réussit en quelques mois, mais Edison n'honore pas sa promesse, prétextant que le jeune européen n'a pas compris l'humour américain ; il augmente simplement son salaire de 10$ à 18$ par semaine. Offensé par la situation et les relations entre les deux hommes devenant orageuses, Tesla démissionne. Il fonde, en 1886, sa propre entreprise, mais il est lâché par ses associés qui ne croient pas à l'intérêt du courant alternatif et il se retrouve ruiné. Il travaille alors comme terrassier dans les rues de New-York tout en continuant ses expériences, et fonde une nouvelle société en avril 1887 grâce à un groupe de financiers: la Nikola Tesla Company. 
Westinghouse est particulièrement intéressé par le travail de Tesla, qui avait découvert en 1882 le principe du champ magnétique tournant puis l'avait utilisé en 1883 pour concevoir la première machine asynchrone. Il contacte alors Nikola Tesla et négocie un accord de licence pour utiliser son moteur à induction polyphasé et ses transformateurs contre 60 000 dollars en numéraire et en actions et une redevance de 2,50 $ par cheval vapeur produit. En plus de cet accord, il l'engage pour un an comme consultant dans sa propre entreprise. À partir de 1888, le moteur alternatif polyphasé est distribué à grande échelle.
La volonté de Westinghouse de développer l'utilisation du courant alternatif se heurte à celle d'Edison qui a misé sur le courant continu. Les deux hommes mènent une véritable « Guerre des courants ». Edison affirme que les hauts voltages sont dangereux ; Westinghouse lui répond que ces risques sont évitables et de toute façon de faible importance en comparaison des bénéfices attendus du courant alternatif. Dans plusieurs États américains, Edison se voit refuser une demande de limitation des tensions à 800 volts pour le transport de l'électricité.
En 1887, l'État de New York cherche à déterminer la meilleure manière d'exécuter les condamnés à mort et consulte Edison à ce sujet. Ce dernier est d'abord réticent, car opposé à la peine de mort, mais face aux succès remportés par Westinghouse sur le front de la distribution d'électricité, il voit là une occasion de porter un coup décisif. Il engage alors Harold P. Brown, un ingénieur jusque-là extérieur au conflit et donc impartial, afin de tuer par électrocution des animaux lors d'expériences publiques, en utilisant bien sûr un courant alternatif. Édison affirme alors aux autorités que le courant alternatif est si puissant qu'il peut tuer instantanément une personne, ce qui en fait un moyen idéal pour procéder à des exécutions. En août 1890 a lieu la première exécution capitale au moyen de la chaise électrique de Brown. Westinghouse tente de riposter en engageant le meilleur avocat de l'époque, qui condamne l'électrocution en arguant de la cruauté du procédé. L'exécution de William Kemmler se révèle particulièrement laborieuse, si bien que Westinghouse peut affirmer qu'une hache aurait été plus adaptée. Edison ne parvient pas à donner à ce procédé le nom de « Westinghousing ».
Edison échouera finalement dans sa campagne de dénigrement du courant alternatif et son entreprise, la General Electric, se lancera à son tour dans la production d'équipements adaptés à ce type de courant.
Cette guerre avec Edison laissera leurs deux compagnies (Westinghouse et General Electric) proches de la faillite, notamment à cause des nombreux procès engagés et des lourds investissements consentis. En 1897, Westinghouse avertit Tesla qu'il ne peut plus payer ses royalties et le convainc finalement d'y renoncer. Il lui rachète ses droits et ses brevets pour une somme de 216 000 dollars.

## Inventions ultérieures
En 1893, Westinghouse est choisi pour construire le réseau électrique qui illuminera la World Columbian Exposition à Chicago : le succès met en avant son entreprise et la technologie qu'elle développe. Il est également choisi pour construire le premier réseau de grande envergure, reliant les générateurs des chutes du Niagara à la ville de Buffalo, distante d'une quarantaine de kilomètres. Il démontre ainsi la faisabilité du transport d'électricité sur de grandes distances.
Avec le développement des réseaux AC, Westinghouse reporte son attention sur la production d'électricité. Seules les turbines hydrauliques et les machines alternatives à vapeur sont tout d'abord disponibles et Westinghouse ne croit pas en ces dernières, qui lui semblent peu rentables. Il cherche plutôt à développer les machines à vapeur à piston rotatif, auxquelles il s'était intéressé sans succès lors de ses débuts. Westinghouse acquiert en 1885 le brevet de la turbine à vapeur de l'ingénieur irlandais Charles Algernon Parsons et cherche à la perfectionner et à augmenter sa puissance, qui était initialement de 10 ch (soit 7,5 kW).
Faisant taire les critiques quant à la viabilité des turbines à vapeur comme source d'énergie, Westinghouse monte en 1898 une unité de 300 kW pour remplacer les machines alternatives utilisées par sa fabrique de freins pneumatiques. L'année suivante, il construit une autre unité de 1,5 MW pour le distributeur d'électricité Hartford Electric Light Company.
Il cherche alors à adapter ses machines à vapeur de grande puissance à la propulsion de cargos. La principale difficulté qu'il rencontre est le fait que de telles turbines sont efficaces à des vitesses de 3 000 tours par minute alors que la vitesse optimale de l'hélice se situe aux alentours de 100 tr/min. Il doit donc utiliser des réducteurs de vitesse, mais cela est très compliqué pour de telles puissance et vitesse ; un défaut minime d'alignement des axes peut conduire à la destruction de l'appareillage. Avec ses ingénieurs, il réussit alors à élaborer un système d'alignement automatique rendant ses turbines plus adaptées aux grands navires.
Westinghouse avait une fibre inventive qu'il a conservée toute sa vie, comme son rival Edison. Il a même à un moment travaillé sur une pompe à chaleur, croyant pouvoir dégager assez d'énergie pour qu'elle se meuve par ce seul biais. Bien que le physicien britannique Lord Kelvin lui affirme dans leur correspondance qu'il violerait ainsi les lois de la thermodynamique, il ne se démonte pas et répond que même s'il ne peut aboutir au mouvement perpétuel, il aura toujours trouvé une pompe à chaleur brevetable et commercialisable.
Avec l'arrivée de l'automobile au début du XXe siècle, Westinghouse retourne à ses premières amours et invente un amortisseur à air comprimé permettant aux véhicules de circuler sans trop de mal sur des routes alors cahoteuses.
En raison de problèmes financiers découlant de la panique bancaire américaine de 1907, il doit céder le contrôle de sa société et se retire complètement des affaires en 1911, alors qu'il connaît d'importants problèmes de santé.

## Mort
George Westinghouse décède le 12 mars 1914, à 67 ans. Comme vétéran de la guerre de Sécession, il est enterré au cimetière national d'Arlington avec sa femme Marguerite. Westinghouse était un entrepreneur déterminé, mais il a su rester juste avec  ses associés et ses employés, qui firent ériger un monument à sa mémoire dans le parc de Schenley à Pittsburgh en 1930. 
Il aura, au cours de sa carrière, obtenu quelque 361 brevets et fondé soixante entreprises.